# جون ر. دين
جون ر. دين (بالإنجليزية: John R. Deane)‏ هو ضابط ودبلوماسي أمريكي، ولد في 18 مارس 1896 في سان فرانسيسكو في الولايات المتحدة، وتوفي في 14 يوليو 1982 في تشارلستون في الولايات المتحدة.